# 仓后街道
仓后街道，是中华人民共和国广东省江门市蓬江区一个已撤销的街道办事处，是江门的发源地，總面積5平方公里，人口6萬。

## 地理
倉後街道位於蓬江區南部，为江门繁华中心地带，北與环市街道相連，東南隔江门河與江海区滘头街道相望，东與堤東街道辦事處接壤，西與白沙街道办事处毗鄰。

## 歷史
明、清時，倉後辖地為新會縣归德都管轄，民國時，屬新會縣第二區，1951年属江门市并建区（镇级），驻地在仓后路，故名。1959年夏，仓后与壚顶两区合并为中区公社，1962年改称仓后区，1963年复置仓后办事处，1969年3月改称仓后区革命委员会，1976年11月改称仓后街道办事处。
2015年，江门市人民政府批复同意蓬江区调整部分街道行政区划，撤销仓后街道，将其行政区划（五邑大学校园除外）并入白沙街道。